# Ріккардо Скамарчо
Ріккардо Скамарчо (італ. Riccardo Scamarcio; 13 листопада 1979, Андрія, Італія) — італійський кіноактор і кінопродюсер.

## Біографія
Народився 13 листопада 1979 року в італійському місті Андрія.
У 16 років за порадою друга в кінці 90-х років він переїхав до Риму, щоб вчитися в Національній школі кіно, де він навчався з багатьма відомими нині кінематографістами. Акторський дебют Ріккардо відбувся в серіалі «Однокласники» («Шкільні друзі») (2001), а його перша роль у художньому фільмі відбулася в картині «Найкращі з молодих» Марко Тулліо Джордана (2004).

## Фільмографія
| Рік  | Фільм                                                                    | Оригінальна назва                                                   | Роль                           |
| ---- | ------------------------------------------------------------------------ | ------------------------------------------------------------------- | ------------------------------ |
| 2001 | Однокласники (телесеріал)                                                | Compagni di scuola                                                  | Мішель Реалі                   |
| 2003 | Найкращі з молодих                                                       | La meglio gioventù                                                  | Андреа Утано                   |
| 2003 | Руки на його обличчі                                                     | Le mani in faccia                                                   | Франческо                      |
| 2003 | Зараз або ніколи                                                         | Ora o mai più                                                       | Бірі                           |
| 2004 | Три метри над небом                                                      | Tre metri sopra il cielo                                            | Степ                           |
| 2004 | Смак крові                                                               | L'odore del sangue                                                  |                                |
| 2005 | Ідеальний чоловік                                                        | L'Uomo Perfetto                                                     | Антоніо                        |
| 2005 | Техас                                                                    | Texas                                                               | Джанлука Баретті               |
| 2005 | Кримінальний роман                                                       | Romanzo criminale                                                   | Іл Неро                        |
| 2006 | Чорна стріла (ТВ Міні-серія)                                             | La freccia nera                                                     | Марко ді Монфорте              |
| 2007 | Підручник кохання 2                                                      | Manuale d'amore 2                                                   | Нікола                         |
| 2007 | Я хочу тебе                                                              | Ho voglia di te                                                     | Степ                           |
| 2007 | Мій брат єдина дитина                                                    | Mio fratello è figlio unico                                         | Манріко Бенассі                |
| 2007 | Казки стриптиз-клубу                                                     | Go Go Tales                                                         | Доктор Стівен                  |
| 2007 | Він намагається летіти                                                   | Prova Volare                                                        | Алессандро                     |
| 2008 | Удар ока                                                                 | Colpo d'Occhio                                                      | Адріан                         |
| 2009 | Італійці                                                                 | Italians                                                            | Марчелло Полідорі              |
| 2009 | Рай на Заході                                                            | Eden à l'Ouest                                                      | Еліас                          |
| 2009 | Мрія по-італійськи                                                       | Il Grande Sogno                                                     | Нікола                         |
| 2009 | Людина в чорному                                                         | L'uomo nero                                                         | Пінуччіо                       |
| 2009 | Перша лінія                                                              | La Prima Linea                                                      | Серхіо Седжіо                  |
| 2010 | Холості постріли                                                         | Mine vaganti                                                        | Томмазо Кантоні                |
| 2010 | Двовладдя                                                                | Diarchia                                                            | Джайано                        |
| 2011 | Любов: Інструкція з використання                                         | Manuale d'amore 3                                                   | Роберто                        |
| 2011 | Паліція                                                                  | Polisse                                                             | Франческо                      |
| 2011 | Секрет води ( телесеріал )                                               | Il segreto dell'acqua                                               | Анджело Каронья                |
| 2012 | Римські пригоди                                                          | To Rome with Love                                                   | готельний злодій               |
| 2012 | Італійська комедія, яка не є смішною                                     | Una commedia italiana che non fa ridere                             | Оповідач                       |
| 2012 | Червоне та синє                                                          | Il rosso e il blu                                                   | Професор Джованні              |
| 2012 | Козімо і Ніколь                                                          | Cosimo e Nicole                                                     | Козімо                         |
| 2012 | Джулія б'є Філіппо                                                       | Giulia ha picchiato Filippo                                         | Філіппо                        |
| 2013 | Інформатор                                                               | Gibraltar                                                           | Маріо / Клаудіо Паско Ланфреді |
| 2013 | Третя персона                                                            | Third Person                                                        | Марко                          |
| 2013 | Невеличкий бізнес на півдні                                              | Una piccola impresa meridionale                                     | Артуро                         |
| 2014 | 25 квітня — Листи бійців італійського Опору, засуджених до смертної кари | 25 aprile — Lettere di condannati a morte della Resistenza italiana | Оповідач                       |
| 2014 | Золотий хлопчик                                                          | Un Ragazzo d'Oro                                                    | Давід Біас                     |
| 2014 | Пазоліні                                                                 | Pasolini                                                            | Нінетто Даволі                 |
| 2014 | Еффі                                                                     | Effie Gray                                                          | Рафаель                        |
| 2015 | Декамерон                                                                | Maraviglioso Boccaccio                                              | Джентіле Карісенді             |
| 2015 | Ви не можете врятувати себе на самоті                                    | Nessuno si salva da solo                                            | Гаетано                        |
| 2015 | Шеф Адам Джонс                                                           | Burnt                                                               | Макс                           |
| 2015 | Лондонський шпигун (ТВ Міні-серія)                                       | London Spy                                                          | Двійник                        |
| 2017 | Джон Вік 2                                                               | John Wick: Chapter 2                                                | Сантіно Д'Антоніо              |
| 2017 | Кохання та пристрасть. Даліда                                            | Dalida                                                              | Орландо                        |
| 2018 | Сільвіо та інші                                                          | Loro                                                                | Серджо Морра                   |
| 2018 | Ласкаво просимо до дому                                                  | Welcome Home                                                        | Фредеріко                      |
| 2019 | Перекладачі                                                              | Les traducteurs                                                     | Даріо Фареллі                  |
| 2024 | Шлях до слави: Лянча проти Ауді                                          | Race for Glory: Audi vs. Lancia                                     | Чезаре Фьоріо                  |

## Нагороди та номінації[1]
Загалом отримав 16 перемог та 13 номінацій, зокрема:

### Нагороди

#### Національний синдикат кіножурналістів Італії
- 2006 — премія Гульєльмо Бірагі за ролі у стрічках «Ідеальний чоловік» та «Техас»

#### CinEuphoria Awards
- 2011 — Міжнародний конкурс — номінація «Найкращий ансамбль» у стрічці «Холості постріли»

#### Золотий глобус Італії
- 2011 — нагорода «Європейській золотий глобус»
- 2006 — «Найкращий прорив» за роль у фільмі «Кримінальний роман»
- 2004 — «Найкращий дебют» за роль у фільмі «Три кроки над небом»

#### Бастійський італійський кінофестиваль
- 2014 — найкращий актор за роль у фільмі «Козімо і Ніколь»

### Номінації

#### Національний синдикат кіножурналістів Італії
- 2015 — номінація за найкращу чоловічу роль у фільмі «Ніхто не врятується поодинці»
- 2012 — номінація за найкращу чоловічу роль другого плану у фільмі «Римські пригоди»
- 2010 — номінація за найкращу чоловічу роль у фільмі «Перша лінія»
- 2007 — номінація за найкращу чоловічу роль другого плану у фільмі «Підручник кохання 2»

#### Давид ді Донателло
- 2015 — номінація за найкращу чоловічу роль у фільмі «Ніхто не врятується поодинці»
- 2007 — номінація за найкращу чоловічу роль другого плану у фільмі «Мій брат — єдина дитина»
- 2019 — номінація за найкращу чоловічу роль другого плану у фільмі «Ейфорія»

## Цікавинки
- Улюблені режисери Мартін Скорсезе і Серджо Леоне.
- Вболіває за футбольну команду «Фіделіс Андрія».
- Заручений з актрисою Валерією Голіно з квітня 2006 року.